# 啦啦宝都上海金桥

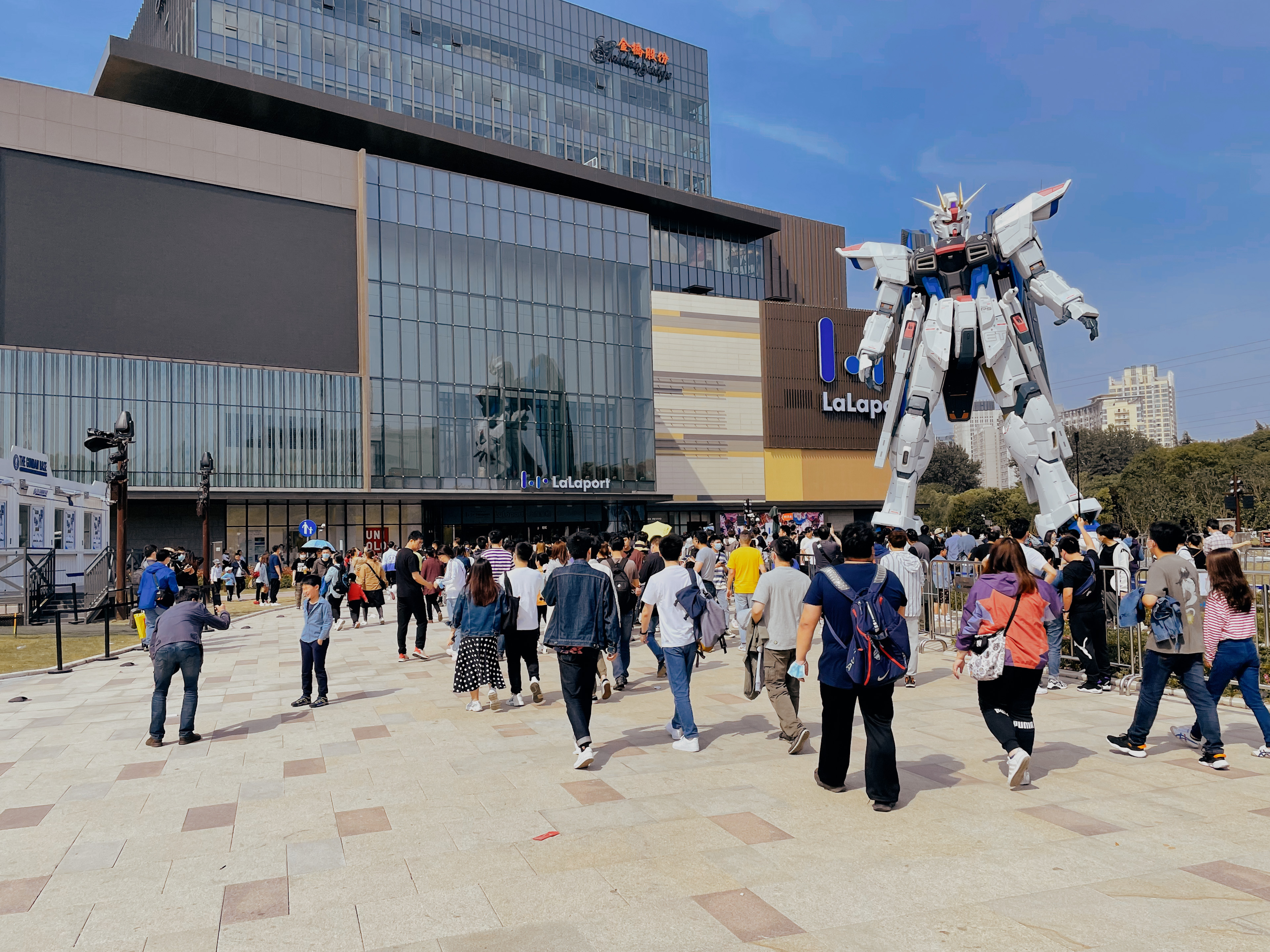
啦啦寶都上海金橋及高達模型

啦啦宝都上海金桥是位於中华人民共和国上海市浦東新區金桥镇的一個購物中心，由三井不动产運營。金桥股份參與建設。啦啦宝都上海金桥也是日本本土外的第一家啦啦宝都（LaLaport）。啦啦宝都上海金桥建筑面积约12.9万平方米，以折纸为设计灵感。该建筑有地下2层、地上11层。1-6层为商場，7层为电影院。啦啦宝都上海金桥門外有一個18.3米高的等比例高达模型。它也是日本之外的首个等比例实物高达模型。

## 歷史
2013年，三井不动产决定在金桥出口加工区建啦啦宝都，原计划2017年开业。由于办证、施工拖延以及2019冠狀病毒病疫情，啦啦宝都上海金桥至2020年11月18日竣工，2021年4月才阶段性开业。2021年10月20日，啦啦宝都上海金桥整体开业。